# Copa de la Reina de baloncesto 2021
La Copa de la Reina 2021 corresponde a la 59ª edición de dicho torneo. Se celebró del 4 al 7 de marzo de 2021.

## Equipos clasificados
Antes del inicio de la temporada, las reglas de la Federación Española de Baloncesto establecieron que los siete mejores equipos clasificados después del final de la primera mitad de la liga 2020–21 (15.ª jornada, 12 de diciembre de 2020) jugarán la competición junto con el anfitrión elegido por la federación.
| Pos. | Equipo                       | PJ | G  | P | PF   | PC   | DP   | Pts | Clasificación    |
| ---- | ---------------------------- | -- | -- | - | ---- | ---- | ---- | --- | ---------------- |
| 1    | Perfumerías Avenida          | 15 | 15 | 0 | 1205 | 886  | +319 | 30  | Cabezas de serie |
| 2    | Valencia Basket              | 15 | 14 | 1 | 1112 | 885  | +227 | 29  | Cabezas de serie |
| 3    | Spar Girona                  | 14 | 12 | 2 | 1042 | 838  | +204 | 26  | Cabezas de serie |
| 4    | Lointek Gernika Bizkaia      | 15 | 10 | 5 | 1041 | 928  | +113 | 25  | Cabezas de serie |
| 5    | Movistar Estudiantes         | 15 | 10 | 5 | 1069 | 974  | +95  | 25  |                  |
| 6    | Clarinos Tenerife            | 15 | 9  | 6 | 1042 | 1071 | −29  | 24  |                  |
| 7    | IDK Gipuzkoa                 | 15 | 7  | 8 | 979  | 981  | −2   | 22  |                  |
| 8    | Durán Maquinaria Ensino Lugo | 15 | 7  | 8 | 992  | 1042 | −50  | 22  |                  |

 Fuente: Liga Femenina

## Cuadro
A continuación se detallan todos los partidos que componen a la edición. Actuó como equipo local el que mejor clasificación haya obtenido al finalizar la primera vuelta de la liga regular.
|  | Cuartos de final     | Cuartos de final   |                     |    | Semifinales | Semifinales |  |  | Final | Final |
|  |                      |                    |                     |    |             |             |  |  |       |       |
|  | 4 de marzo de 2021   |                    |                     |    |             |             |  |  |       |       |
|  |                      |                    |                     |    |             |             |  |  |       |       |
|  | Perfumerías Avenida  | 82                 |                     |    |             |             |  |  |       |       |
|  | Perfumerías Avenida  | 82                 | 6 de marzo de 2021  |    |             |             |  |  |       |       |
|  | Ensino Lugo          | 51                 |                     |    |             |             |  |  |       |       |
|  | Ensino Lugo          | 51                 | Perfumerías Avenida | 78 |             |             |  |  |       |       |
|  | 4 de marzo de 2021   |                    | Perfumerías Avenida | 78 |             |             |  |  |       |       |
|  |                      | Spar Girona        | 91                  |    |             |             |  |  |       |       |
|  | Spar Girona          | Spar Girona        | 91                  | 73 |             |             |  |  |       |       |
|  | Spar Girona          |                    | 7 de marzo de 2021  | 73 |             |             |  |  |       |       |
|  | Movistar Estudiantes | 55                 |                     |    |             |             |  |  |       |       |
|  | Movistar Estudiantes | 55                 | Spar Girona         | 72 |             |             |  |  |       |       |
|  | 5 de marzo de 2021   |                    | Spar Girona         | 72 |             |             |  |  |       |       |
|  |                      | Valencia Basket    | 62                  |    |             |             |  |  |       |       |
|  | Valencia Basket      | Valencia Basket    | 62                  | 74 |             |             |  |  |       |       |
|  | Valencia Basket      | 6 de marzo de 2021 |                     | 74 |             |             |  |  |       |       |
|  | IDK Gipuzkoa         | 58                 |                     |    |             |             |  |  |       |       |
|  | IDK Gipuzkoa         | 58                 | Valencia Basket     | 57 |             |             |  |  |       |       |
|  | 5 de marzo de 2021   |                    | Valencia Basket     | 57 |             |             |  |  |       |       |
|  |                      | Gernika Bizkaia    | 46                  |    |             |             |  |  |       |       |
|  | Gernika Bizkaia      | Gernika Bizkaia    | 46                  | 79 |             |             |  |  |       |       |
|  | Gernika Bizkaia      |                    |                     | 79 |             |             |  |  |       |       |
|  | Clarinos Tenerife    | 56                 |                     |    |             |             |  |  |       |       |
|  | Clarinos Tenerife    | 56                 |                     |    |             |             |  |  |       |       |

## Cuartos de final
| 4 de marzo de 2021 | Perfumerías Avenida                                                           | 82–51                                | Durán Maquinaria Ensino Lugo                                     | Valencia |  |
| 20:30              | Parciales: 17-12, 21-8, 25-11, 19-20                                          | Parciales: 17-12, 21-8, 25-11, 19-20 | Parciales: 17-12, 21-8, 25-11, 19-20                             | |  |
|                    | Estadísticas Samuelson 23 Leo Rodríguez 8 Silvia Domínguez 6 Leo Rodríguez 23 | Reporte Pts Reb Asts Val             | Estadísticas 12 Stanacev 6 Beatriz, White 5 Stanacev 14 Stanacev | Pabellón: Pabellón Fuente de San Luis Asistencia: 250 espectadores Árbitros: Enrique Miguel López Herrada (Andalucía), Héctor Báez Batista (Canarias), Jorge Baena Criado (Cataluña). Televisión: |  |

| 4 de marzo de 2021 | Spar Girona                                                                    | 73–55                                | Movistar Estudiantes                                        | Valencia |  |
| 17:30              | Parciales: 19-13, 21-18, 19-18, 14-6                                           | Parciales: 19-13, 21-18, 19-18, 14-6 | Parciales: 19-13, 21-18, 19-18, 14-6                        | |  |
|                    | Estadísticas María Araújo 16 Laia Palau 9 Frida Eldebrink 4 Frida Eldebrink 20 | Reporte Pts Reb Asts Val             | Estadísticas 11 Sofía Gomes 7 Nyingifa 7 Gretter 18 Gretter | Pabellón: Pabellón Fuente de San Luis Asistencia: 250 espectadores Árbitros: Paula Lema Parga (Galicia), Mikel Cañigueral Novella (Comunidad Valenciana), Javier Ávila Zurita (Andalucía) Televisión: |  |

| 5 de marzo de 2021 | Valencia Basket                                                                                        | 74–58                                 | IDK Gipuzkoa                                                                                           | Valencia |  |
| 20:30              | Parciales: 16–19, 21–14, 16–13, 21–12                                                                  | Parciales: 16–19, 21–14, 16–13, 21–12 | Parciales: 16–19, 21–14, 16–13, 21–12                                                                  | |  |
|                    | Estadísticas Raquel Carrera 16 Laura Gil, Marie Gülich 5 Anna Gómez 5 Queralt Casas, Raquel Carrera 16 | Reporte Pts Reb Asts Val              | Estadísticas 22 Mariam Coulibaly 9 Mariam Coulibaly 4 Oumoul Sarr, Antonia Delaere 22 Mariam Coulibaly | Pabellón: Pabellón Fuente de San Luis Asistencia: 250 espectadores Árbitros: Carlos Javier García León (Castilla-La Mancha), María Ángeles García Crespo (Andalucía), José Javier Marqueta Gracia (Andalucía) Televisión: |  |

| 5 de marzo de 2021 | Lointek Gernika Bizkaia                                                                                 | 79–56                                 | Clarinos Tenerife                                                                                                 | Valencia |  |
| 17:30              | Parciales: 20–12, 19–12, 27–15, 13–17                                                                   | Parciales: 20–12, 19–12, 27–15, 13–17 | Parciales: 20–12, 19–12, 27–15, 13–17                                                                             | |  |
|                    | Estadísticas Angie Bjorklund 15 Nogaye Lo Sylla 8 Margaret Roundtree, Rosó Buch 6 Margaret Roundtree 20 | Reporte Pts Reb Asts Val              | Estadísticas 21 Tanaya Atkinson 5 Rita Esther Montenegro Santana, Tanaya Atkinson 6 Gaby Ocete 19 Tanaya Atkinson | Pabellón: Pabellón Fuente de San Luis Asistencia: 250 espectadores Árbitros: Ángel de Lucas de Lucas (Castilla-La Mancha), Sandra Sánchez González (Cataluña), Cristian Martín Vázquez (Galicia) Televisión: |  |

## Semifinales
| 6 de marzo de 2021 | Perfumerías Avenida                                                                   | 78–91                                             | Spar Girona                                                                         | Valencia |  |
| 13:00              | Parciales: 21–18, 19–26, 20–4, 12–24 (T.E.: 6–19)                                     | Parciales: 21–18, 19–26, 20–4, 12–24 (T.E.: 6–19) | Parciales: 21–18, 19–26, 20–4, 12–24 (T.E.: 6–19)                                   | |  |
|                    | Estadísticas Nikolina Milic, Samuelson 15 Samuelson 9 Silvia Domínguez 5 Samuelson 23 | Reporte Pts Reb Asts Val                          | Estadísticas 20 Frida Eldebrink 8 Giedre Labuckiene 10 Chelsea Gray 22 Chelsea Gray | Pabellón: Pabellón Fuente de San Luis Asistencia: 250 espectadores Árbitros: Carlos Javier García León (Castilla-La Mancha), Mikel Cañigueral Novella (Comunidad Valenciana), Héctor Báez Batista (Canarias) Televisión: |  |

| 6 de marzo de 2021 | Valencia Basket                                                          | 57–46                               | Lointek Gernika Bizkaia                                                          | Valencia |  |
| 17:00              | Parciales: 19–10, 12–14, 22–13, 4–9                                      | Parciales: 19–10, 12–14, 22–13, 4–9 | Parciales: 19–10, 12–14, 22–13, 4–9                                              | |  |
|                    | Estadísticas Rebecca Allen 13 Laura Gil 9 Cristina Ouviña 7 Laura Gil 22 | Reporte Pts Reb Asts Val            | Estadísticas 12 Nogaye Lo Sylla 9 Margaret Roundtree 3 Rosó Buch 15 Belén Arrojo | Pabellón: Pabellón Fuente de San Luis Asistencia: 250 espectadores Árbitros: Ángel de Lucas de Lucas (Castilla-La Mancha), María Ángeles García Crespo (Andalucía), Jorge Baena Criado (Cataluña) Televisión: |  |

## Final
| 7 de marzo de 2021 | Spar Girona                                                                    | 72–62                                | Valencia Basket                                                                         | Valencia |  |
| 13:30              | Parciales: 18–12, 16–19, 25–22, 13–9                                           | Parciales: 18–12, 16–19, 25–22, 13–9 | Parciales: 18–12, 16–19, 25–22, 13–9                                                    | |  |
|                    | Estadísticas Julia Reisingerova 13 Adaora Elonu 7 Laia Palau 5 Chelsea Gray 16 | Reporte Pts Reb Asts Val             | Estadísticas 10 Rebecca Allen 6 Laura Gil, Marie Gülich 4 Queralt Casas 12 Marie Gülich | Pabellón: Pabellón Fuente de San Luis Asistencia: 250 espectadores Árbitros: Enrique Miguel López Herrada (Andalucía), Paula Lema Parga (Galicia), Sandra Sánchez González (Cataluña) Televisión: |  |

| Ganadoras de la Copa de la Reina 2021 |
| ------------------------------------- |
| Spar Girona 1º título                 |